# Miguel de Vereterra y Carreño
Miguel de Vereterra y Carreño (Oviedo, 4 de febrero de 1804-ibídem, 18 de abril de 1879) fue un noble español del siglo XIX que ostentó los títulos de marqués de Gastañaga y marqués de Deleitosa.

## Biografía
Su familia paterna era navarra. Era hijo de Manuel María de Vereterra y Rivero y de su esposa Ramona Carreño y Solís y nieto de José Joaquín de Vereterra y Agurto, marqués de Gastañaga y de María Francisca de Rivero y Mendoza, marquesa de Deleitosa.
Entre otros títulos y señoríos, fue alférez mayor de Oviedo, caballero de la Real Maestranza de Caballería de Granada, caballero gran cruz de la Orden de Isabel la Católica y también de la Orden de Carlos III, senador vitalicio y gentilhombre de S.M.
Fue el primer presidente de la Cruz Roja de Asturias, dirigió el Museo de Bellas Artes de San Salvador de Oviedo, y fue gobernador civil. Ejerció como abogado en Oviedo, donde tiene una calle en la que está situado el palacio donde residió, hoy colegio de arquitectos.

## Matrimonio y descendencia
Contrajo matrimonio el 19 de junio de 1834 con Amalia Lombán e Ibáñez. De este matrimonio nacieron:
- José María Vereterra y Lombán (18 de febrero de 1845-Sevilla, 2 de marzo de 1875), VI marqués de Deleitosa,[4] murió antes que su padre. Se casó el 29 de julio de 1869 con Isabel Armada Fernández de Córdoba, VI marquesa de Canillejas.[4] El hijo de este matrimonio, José María Vereterra y Armada, heredó los títulos de marqués de Gastañaga y de Deleitosa.[2]
- Mercedes Vereterra y Lombán, casada con Ramón María de Labra.[2]
- María de la Paz Vereterra y Lombán, esposa de José González Alegre.[2]
- María de la Concepción Vereterra y Lombán, casada con Juan Valdés Mones, Marquesado del Real Transporte de Villaviciosa|marqués del Real Transporte de Villaviciosa.[2]
- Manuel Vereterra y Lombán (n. Oviedo, 21 de abril de 1852), diputado a las Cortes, gentilhombre de cámara de S.M., maestrante de Caballería de Granada y vocal de la Academia de Bellas Artes. Se casó en Deva, parroquia de San Salvador, el 11 de agosto de 1879 con su cuñada, Isabel de Armada y Fernández de Córdoba, viuda de su hermano José María.[4]
- Ramona Vereterra y Lombán, murió soltera.[2],